# علامرودشت
علامرودشت (بالفارسية: علامرودشت) هي مدينة إيران صغيرة في محافظة فارس، وهي مركز بلدة علاء مرودشت (بالفارسية: بخش علامرودشت) من مقاطعة لامرد. وحسب إحصاء سنة 2006 كان عدد سكان علاء مرودشت 3,502 نسمة. وترتفع عن سطح البحر 470 متر.

## المناخ
يظهر الجدول التالي التغييرات المناخية على مدار السنة لعلامرودشت:
| البيانات المناخية لـعلامرودشت     | البيانات المناخية لـعلامرودشت | البيانات المناخية لـعلامرودشت | البيانات المناخية لـعلامرودشت | البيانات المناخية لـعلامرودشت | البيانات المناخية لـعلامرودشت | البيانات المناخية لـعلامرودشت | البيانات المناخية لـعلامرودشت | البيانات المناخية لـعلامرودشت | البيانات المناخية لـعلامرودشت | البيانات المناخية لـعلامرودشت | البيانات المناخية لـعلامرودشت | البيانات المناخية لـعلامرودشت | البيانات المناخية لـعلامرودشت |
| الشهر                             | يناير                         | فبراير                        | مارس                          | أبريل                         | مايو                          | يونيو                         | يوليو                         | أغسطس                         | سبتمبر                        | أكتوبر                        | نوفمبر                        | ديسمبر                        | المعدل السنوي                 |
| --------------------------------- | ----------------------------- | ----------------------------- | ----------------------------- | ----------------------------- | ----------------------------- | ----------------------------- | ----------------------------- | ----------------------------- | ----------------------------- | ----------------------------- | ----------------------------- | ----------------------------- | ----------------------------- |
| الدرجة القصوى °م (°ف)             | 30.4 (86.7)                   | 31 (88)                       | 36.2 (97.2)                   | 40 (104)                      | 47.7 (117.9)                  | 49.6 (121.3)                  | 49 (120)                      | 48.6 (119.5)                  | 47.4 (117.3)                  | 43.4 (110.1)                  | 39.4 (102.9)                  | 32.8 (91.0)                   | 49.6 (121.3)                  |
| متوسط درجة الحرارة الكبرى °م (°ف) | 21 (70)                       | 22 (72)                       | 26 (79)                       | 31.8 (89.2)                   | 38.9 (102.0)                  | 44 (111)                      | 45 (113)                      | 44 (111)                      | 41.9 (107.4)                  | 38 (100)                      | 31 (88)                       | 24 (75)                       | 34.0 (93.1)                   |
| متوسط درجة الحرارة الصغرى °م (°ف) | 7 (45)                        | 8.1 (46.6)                    | 11 (52)                       | 14.09 (57.36)                 | 20.38 (68.68)                 | 23 (73)                       | 26 (79)                       | 26 (79)                       | 23.3 (73.9)                   | 19 (66)                       | 14 (57)                       | 9 (48)                        | 16.74 (62.13)                 |
| أدنى درجة حرارة °م (°ف)           | −2.8 (27.0)                   | −1 (30)                       | 3 (37)                        | 6.4 (43.5)                    | 10.4 (50.7)                   | 16.6 (61.9)                   | 19 (66)                       | 22 (72)                       | 17.2 (63.0)                   | 12 (54)                       | 4.6 (40.3)                    | −1 (30)                       | −2.8 (27.0)                   |
| الهطول مم (إنش)                   | 67.3 (2.65)                   | 48.61 (1.91)                  | 32.34 (1.27)                  | 17.96 (0.71)                  | 2.15 (0.08)                   | 1.37 (0.05)                   | 2.02 (0.08)                   | 9.12 (0.36)                   | 5.70 (0.22)                   | 0.70 (0.03)                   | 5.42 (0.21)                   | 70.61 (2.78)                  | 263.3 (10.35)                 |
| متوسط الأيام الممطرة              | 5                             | 5                             | 5                             | 4                             | 1                             | 0                             | 0                             | 1                             | 1                             | 1                             | 2                             | 5                             | 30                            |
| متوسط الأيام المثلجة              | 0                             | 0                             | 0                             | 0                             | 0                             | 0                             | 0                             | 0                             | 0                             | 0                             | 0                             | 0                             | 0                             |
| متوسط الرطوبة النسبية (%)         | 62                            | 60                            | 51                            | 42                            | 28                            | 22                            | 29                            | 36                            | 38                            | 38                            | 45                            | 57                            | 42                            |
| ساعات سطوع الشمس الشهرية          | 233.2                         | 226.1                         | 243.4                         | 242.7                         | 305.1                         | 349.5                         | 323.0                         | 305.8                         | 310.9                         | 295.0                         | 269.2                         | 242.0                         | 3٬345٫9                       |
| المصدر:                           |                               |                               |                               |                               |                               |                               |                               |                               |                               |                               |                               |                               |                               |